# 新不列颠 (康涅狄格州)
新不列顛（英語：New Britain）是美国康乃狄克州哈特福德縣的一個城市。面積34.7平方公里。根據2020年美國人口普查，人口74,135人。
1850年設鎮，1871年設市。其暱稱“五金城”得名自總部位于此地的美國大型五金公司史丹利百得。該地因波蘭裔人口衆多而又得名“New Britski”。

## 姐妹城市
- 德国拉施塔特
- 希腊亞尼察
- 義大利索拉里諾
- 日本厚木市
- 波蘭普烏圖斯克